# Історія транспортування нафти, нафтопродуктів і природного газу
В давнину «горюче повітря» — природний газ з вулканічних тріщин — збирали за допомогою очеретяних трубочок у шкіряні бурдюки й на в'ючних тваринах або морських суднах перевозили в країни, населення яких сповідувало зороастризм — культ вогню.
За 200 років до н. д. у китайських провінціях Юнань, Шу-Гуань і Шансі природний газ бамбуковими трубами подавався від місць його виділення або видобутку до місць споживання, де його використовували для опалення, освітлення, приготування їжі та випарювання
розсолу.
У VII столітті неподалік від селища Сурахани, поблизу Баку, де існували природні виходи газу на поверхню землі, був побудований храм вогнепоклонників. Газ підводився в храм по глиняних трубах.
У 1825 році під Фредонією в США був побудований перший металевий трубопровід із свинцю для подачі газу споживачам. У 1891 році збудований перший великий газопровід від промислів на півночі штату Індіана до Чикаго діаметром 200 мм, довжиною 195 км.
І надалі трубопровідний транспорт газу розвивався переважно в США. У 1928—1932 роках були побудовані великі магістральні газопроводи від родовища Панхендл у Чикаго та Детройт протяжністю 1570 і 1375 кілометрів відповідно. Потім став до ладу Теннессійський газопровід довжиною близько 2000 км, по якому газ із родовищ Техасу подавався в Західну Вірджинію.
На Кавказі перші газопроводи місцевого значення з'явилися в 1880—1890 роках у районі Баку. У 1925—1936 роках у цьому ж районі було споруджено кілька газопроводів діаметром 300—400 мм невеликої довжини для транспортування попутного нафтового газу з довколишніх нафтових родовищ.
У 1946 році в СРСР запущено магістральний газопровід «Сара-тов — Москва» діаметром 325 мм, довжиною 843 км.
У 1865 році в США фірмою «Стандарт ойл» був побудований перший у світі нафтопровід діаметром 50 мм і довжиною 6 км. Будівництво першого такого нафтопроводу було здійснено з метою збити високі залізничні тарифи на перевезення нафти. Сама ж ідея транспортування рідин по трубах не була новою.
5000 років тому в давньоіндійському місті Мохенджо-Даро стоки з деяких будинків відводилися по глиняних трубах.
У Стародавньому Єгипті видобута з глибоких колодязів вода відводилася дерев'яними, мідними і свинцевими трубами.
У Кноському палаці на острові Крит за 2000 років до н. д. тера-котові труби застосовувалися для водопостачання і відведення стічних вод.
У Стародавньому Римі свинцеві трубопроводи використовува-лися для подачі питної води і постачання водою громадських лазень. Найбільший з них мав довжину 91 кілометр.

## З історії нафтогазопровідного транспорту в Україні
У 1924—1929 роках на території України споруджено перші магістральні газопроводи: «Дашава — Стрий», «Дашава — Дрогобич», «Дашава — Львів».
Магістральний газопровід «Дашава — Стрий» діаметром 150 мм збудовано у 1924 році. Цей рік вважають роком заснування газової промисловості України, оскільки саме тоді було введено в експлуатацію Дашавське газове родовище.
У 1948 році збудовано газопровід «Дашава — Київ» діаметром труби 500 мм. Його загальна протяжність склала 509,6 км, пропускна здатність — 1,5 млн м3 за добу.
Цей рік прийнято вважати роком заснування газотранспортної галузі України. На той час «Дашава — Київ» був найпотужнішим га-зопроводом у Європі з пропускною здатністю близько 2 млрд м3 на рік. Він налічував 230 переходів через природні та штучні перепони (24 річки, 36 залізниць, 46 шосейних доріг, 139 боліт і балок). Трасу обслуговували 573 км повітряної лінії зв'язку з 57 селекторними пунктами. Було збудовано 49 будинків лінійних обхідників, створено аварійно-ремонтні пункти (АРП).
У 1951 році газопровід «Дашава — Київ» продовжено через Брянськ до Москви. Його довжина склала 1301 км. Максимальної пропускної здатності 5 млн м3 газу на добу було досягнуто в 1959 році з пуском компресорних станцій у Тернополі, Красилові, Бердичеві й Боярці.
На період 1960—1980 років минулого століття прийшовся активний розвиток газотранспортної системи (ГТС), у результаті чого система стала основним каналом транспортування природного газу в Європу з регіонів його видобутку в колишньому СРСР.
Після введення в експлуатацію Шебелинського газового родо-вища в 1956 році збудовано газопроводи: «Шебелинка — Харків»; «Шебелинка — Дніпропетровськ — Кривий Ріг — Одеса — Кишинів»; «Шебелинка — Білгород — Брянськ»; «Шебелинка — Полтава — Київ»; «Шебелинка — Острогозьке»; «Шебелинка — Слов'янське — Луганськ» та ін.
У 1960 році побудовано газопровід «Дашава — Мінськ», який згодом продовжено до Вільнюса й Риги. Його загальна довжина сяг-нула 1198 км. Інші газопроводи: «Глібовка — Сімферополь — Джанкой — Херсон»; на Прикарпатті: «Угерське — Івано-Франківськ — Чернівці»; «Рудки — Дроздовичі — Польща»; «Рудки — Мінськ — Вільнюс — Рига»; «Дашава — Долина — Ужгород» з продовженням до Словаччини й Угорщини. Наприкінці 1960-х років побудовано газопровід «Єфремівка — Київ — Кам'янка Бузька» та «Диканька — Кривий Ріг».
На 1950 рік довжина маґістральних газопроводів в Україні становила 984 км, а на 1970 рік — 10900 км. Розбудова газопроводів тривала далі, і їх довжина у 1977 році в Україні становила близько 100000 км.
Пізніше й менш потужно в Україні розвивався нафтопровідний транспорт. У1950-х роках збудовано кілька коротких нафтопроводів: «Долина–Дрогобич» довжиною 60 кілометрів, «Гнідинці — Прилуки» довжиною 40 кілометрів та ін. У 1960—1963 роках через територію України проведено відтинок магістрального нафтопроводу «Дружба», що простягається з Росії до центральної Європи двома відгалуженнями — через Ужгород до Угорщини й Чехословаччини та через Брест до Польщі й Німеччини. Його довжина на території України становить 680 кілометрів .
Перший потужний нафтопровід на території України побудовано у другій половині 1960-х років «Гнідинці — Кременчук». У 1970-х роках побудовано нафтопровід «Кременчук — Херсон» довжиною 340 кілометрів, нафтопровід з Північного Кавказу до Лисичанська довжиною 510 кілометрів та нафтопродуктопроводи: «Кременчук — Лубни — Київ» і «Кременчук — Черкаси».